# لیختنبرگ (دهانه)
لیشتن‌برگ یک دهانه برخوردی در ماه‌ است.

## دهانه‌های اقماری
این دهانه ۵ دهانه اقماری دارد.
| Lichtenberg | عرض جغرافیایی | طول جغرافیایی | قطر          |
| ----------- | ------------- | ------------- | ------------ |
| A           | ۲۹.۰° N       | ۶۰.۱° W       | ۷.۰ کیلومتر  |
| H           | ۳۱.۵° N       | ۵۸.۹° W       | ۴.۰ کیلومتر  |
| R           | ۳۴.۷° N       | ۷۰.۲° W       | ۳۴.۰ کیلومتر |
| B           | ۳۳.۳° N       | ۶۱.۵° W       | ۵.۰ کیلومتر  |
| F           | ۳۳.۲° N       | ۶۵.۳° W       | ۵.۰ کیلومتر  |